# Galápagosstormvogel
De galápagosstormvogel (Pterodroma phaeopygia) is een tot de stormvogels en pijlstormvogels behorende vogel. De vogel werd in 1876 door Osbert Salvin beschreven. Het is een ernstig bedreigde, endemische vogelsoort van de Galapagoseilanden.

## Kenmerken
De vogel is 39,5 tot 42 cm lang en weegt 387 tot 434 g en heeft een spanwijdte van 99 tot 110 cm. Het is een grote stormvogel met lange vleugels met op de kop her en der zwarte vlekken in verschillende patronen. Op zee is deze vogel nauwelijks te onderscheiden van de hawaiistormvogel.Gemiddeld heeft de zwartborststormvogel langere poten (tarsus) en snavel en ontbreken bij de hawaiistormvogel de zwarte vlekken op de kop.

## Verspreiding
Deze zeevogel nestelt op de Galapagoseilanden in de hooglanden, boven de 180 tot 900 m boven de zeespiegel op de eilanden San Cristóbal, Santa Cruz, Santiago, Floreana en Isabela.
De vogels broeden in holen of natuurlijke holtes in hellingen, in kraters, lavatunnels en geulen die begroeid zijn met onder andere varens. De broedtijd valt tussen mei en oktober en piekt in augustus.
Buiten de broedtijd verblijven de vogels op open zee waar zij foerageren op pijlinktvissen, kreeftachtigen en vissen.

## Status
De galápagosstormvogel heeft een zeer klein en bedreigd broedgebied en daardoor is de kans op uitsterven aanwezig. De grootte van de populatie werd in 2017 door BirdLife International geschat op 10.000 tot 20.000 individuen en de populatie-aantallen nemen af. Het broedgebied wordt bedreigd door invasieve diersoorten zoals verwilderde katten, honden en varkens. Overbegrazing door geiten is een probleem maar ook elektriciteitsleidingen en windmolens veroorzaken slachtoffers en op zee vormt langelijnvisserij een probleem voor deze zeevogels. Om deze redenen staat deze soort als ernstig bedreigd (kritiek) op de Rode Lijst van de IUCN.